# Olympische Jugend-Winterspiele 2012/Teilnehmer (Japan)
| Gelbes Symbol für Goldmedaillen mit stilisierten Olympischen Ringen | Graues Symbol für Silbermedaillen mit stilisierten Olympischen Ringen | Braundes Symbol für Bronzemedaillen mit stilisierten Olympischen Ringen |
| ------------------------------------------------------------------- | --------------------------------------------------------------------- | ----------------------------------------------------------------------- |
| 2                                                                   | 5                                                                     | 9                                                                       |

Japan nahm an den Olympischen Jugend-Winterspielen 2012 in Innsbruck mit 33 Athleten in 13 Sportarten teil.

## Sportarten

### Bob
| Athleten                      | Wettbewerb | Durchgang 1 | Durchgang 2 | Gesamt      | Gesamt |
| Athleten                      | Wettbewerb | Zeit        | Zeit        | Zeit        | Rang   |
| ----------------------------- | ---------- | ----------- | ----------- | ----------- | ------ |
| Mädchen                       |            |             |             |             |        |
| Maria Oshigiri Shizuka Uehara | Zweierbob  | 57,55 s     | 57,60 s     | 1:55,15 min | 8      |

### Curling
| Athleten                                                       | Wettbewerb | Gruppenrunde | Gruppenrunde | Viertelfinale | Viertelfinale | Halbfinale         | Halbfinale         | Spiel um Bronze    | Spiel um Bronze    | Spiel um Bronze |
| Athleten                                                       | Wettbewerb | Siege        | Niederlagen  | Gegner        | Ergebnis      | Gegner             | Ergebnis           | Gegner             | Ergebnis           | Rang            |
| -------------------------------------------------------------- | ---------- | ------------ | ------------ | ------------- | ------------- | ------------------ | ------------------ | ------------------ | ------------------ | --------------- |
| Gemischt                                                       |            |              |              |               |               |                    |                    |                    |                    |                 |
| Mako Tamakuma, Shingo Usui, Tsukasa Horigome, Mizuki Kitaguchi | Team       | 4            | 3            | Schweiz       | 3:4           | nicht qualifiziert | nicht qualifiziert | nicht qualifiziert | nicht qualifiziert |                 |

### Eishockey
| Athleten       | Wettbewerb       | Qualifikation | Qualifikation | Finale | Finale |
| Athleten       | Wettbewerb       | Punkte        | Rang          | Punkte | Rang   |
| -------------- | ---------------- | ------------- | ------------- | ------ | ------ |
| Jungen         |                  |               |               |        |        |
| Seiya Furukawa | Skills-Challenge | 30            | 2             | 19     | Bronze |
| Mädchen        |                  |               |               |        |        |
| Akane Deguchi  | Skills-Challenge | 20            | 4             | 16     | 7      |

### Eiskunstlauf
| Athleten     | Wettbewerb | Kurzprogramm | Kurzprogramm | Free Skating | Free Skating | Gesamt | Gesamt |
| Athleten     | Wettbewerb | Punkte       | Rang         | Punkte       | Rang         | Punkte | Rang   |
| ------------ | ---------- | ------------ | ------------ | ------------ | ------------ | ------ | ------ |
| Jungen       |            |              |              |              |              |        |        |
| Shōma Uno    | Einzel     | 51,52        | 6            | 115,63       | 2            | 167,15 | Silber |
| Shū Nakamura | Einzel     | 42,34        | 10           | 111,88       | 3            | 154,22 | 6      |
| Mädchen      |            |              |              |              |              |        |        |
| Risa Shōji   | Einzel     | 47,29        | 6            | 88,03        | 5            | 135,32 | 6      |

### Eisschnelllauf
| Athleten         | Wettbewerb  | Durchgang 1 | Durchgang 2 | Gesamt      | Gesamt |
| Athleten         | Wettbewerb  | Zeit        | Zeit        | Zeit        | Rang   |
| ---------------- | ----------- | ----------- | ----------- | ----------- | ------ |
| Jungen           |             |             |             |             |        |
| Toshihiro Kakui  | 500 m       | 38,88 s     | 38,94 s     | 77,82 s     | Bronze |
| Toshihiro Kakui  | 1500 m      |             |             | 2:05,02 min | 12     |
| Toshihiro Kakui  | Massenstart |             |             | 7:13,10 min | 4      |
| Seitaro Ichinohe | 1500 m      |             |             | 2:00,30 min | Bronze |
| Seitaro Ichinohe | 3000 m      |             |             | 4:10,00 min | Silber |
| Seitaro Ichinohe | Massenstart |             |             | 7:11,45 min | Silber |
| Mädchen          |             |             |             |             |        |
| Sumire Kikuchi   | 1500 m      |             |             | 2:11,33 min | Bronze |
| Sumire Kikuchi   | Massenstart |             |             | 6:01,24 min | Bronze |
| Rio Harada       | 1500 m      |             |             | 2:15,15 min | 7      |
| Rio Harada       | 3000 m      |             |             | 4:41,85 min | Silber |
| Rio Harada       | Massenstart |             |             | 6:03,56 min | 6      |

### Freestyle-Skiing

#### Halfpipe
| Athleten        | Wettbewerb | Qualifikation | Qualifikation | Finale             | Finale             |
| Athleten        | Wettbewerb | Punkte        | Rang          | Punkte             | Rang               |
| --------------- | ---------- | ------------- | ------------- | ------------------ | ------------------ |
| Mädchen         |            |               |               |                    |                    |
| Nanaho Kiriyama | Halfpipe   | 49,00 Punkte  | 8             | nicht qualifiziert | nicht qualifiziert |

#### Skicross
| Athleten      | Wettbewerb | Qualifikation | Qualifikation | Vorlauf  | Vorlauf  | Halbfinale | Finale   |
| Athleten      | Wettbewerb | Zeit          | Rang          | Punkte   | Rang     | Position   | Position |
| ------------- | ---------- | ------------- | ------------- | -------- | -------- | ---------- | -------- |
| Jungen        |            |               |               |          |          |            |          |
| Yūki Nakagawa | Skicross   | 1:00,27 min   | 16            | Abgesagt | Abgesagt | Abgesagt   | Abgesagt |

### Nordische Kombination
| Athleten    | Wettbewerb                    | Skispringen | Skispringen | Skispringen   | Langlauf    | Langlauf |
| Athleten    | Wettbewerb                    | Punkte      | Rang        | Zeitrückstand | Zeit        | Rang     |
| ----------- | ----------------------------- | ----------- | ----------- | ------------- | ----------- | -------- |
| Jungen      |                               |             |             |               |             |          |
| Gō Yamamoto | Normalschanze / 5 km Langlauf | 132,5       | 2           | 0:20 min      | 26:39,9 min | Bronze   |

### Shorttrack
| Athleten       | Wettbewerb | Viertelfinale | Viertelfinale | Halbfinale   | Halbfinale | Finale       | Finale |
| Athleten       | Wettbewerb | Zeit          | Rang          | Zeit         | Rang       | Zeit         | Rang   |
| -------------- | ---------- | ------------- | ------------- | ------------ | ---------- | ------------ | ------ |
| Jungen         |            |               |               |              |            |              |        |
| Kei Saitō      | 500 m      | 43,173 s      | 2             | 43,000 s     | 3          | 45,600 s     | 5      |
| Kei Saitō      | 1000 m     | 1:30,502 min  | 1             | 1:29,689 min | 2          | 1:30,142 min | 4      |
| Mädchen        |            |               |               |              |            |              |        |
| Sumire Kikuchi | 500 m      | 53,823 s      | 3             | 46,200 s     | 3          | 48,337 s     | 5      |
| Sumire Kikuchi | 1000 m     | 1:36,670 min  | 2             | 1:35,301 min | 2          | 1:34,254 min | Bronze |

### Skeleton
| Athleten      | Durchgang 1 | Durchgang 2 | Gesamt      | Gesamt |
| Athleten      | Zeit        | Zeit        | Zeit        | Rang   |
| ------------- | ----------- | ----------- | ----------- | ------ |
| Jungen        |             |             |             |        |
| Dan Satō      | 59,55 s     | 59,34 s     | 1:58,89 min | 9      |
| Hiroki Nokura | 59,92 s     | 59,80 s     | 1:59,72 min | 10     |
| Mädchen       |             |             |             |        |
| Saki Andō     | -           | 1:02,42 min | 1:02,42 min | 14     |

### Ski Alpin
| Athleten        | Wettbewerb   | Durchgang 1 | Durchgang 2        | Gesamt             | Gesamt             |
| Athleten        | Wettbewerb   | Zeit        | Zeit               | Zeit               | Rang               |
| --------------- | ------------ | ----------- | ------------------ | ------------------ | ------------------ |
| Jungen          |              |             |                    |                    |                    |
| Seiya Hiroshima | Super-G      |             |                    | 1:06,00 min        | 12                 |
| Seiya Hiroshima | Riesenslalom | 59,09 s     | 55,67 s            | 1:54,76 min        | 7                  |
| Seiya Hiroshima | Slalom       | 47,64 s     | 42,68 s            | 1:30,32 min        | 25                 |
| Seiya Hiroshima | Kombination  | 1:05,54 min | 37,86 s            | 1:43,40 min        | 11                 |
| Mädchen         |              |             |                    |                    |                    |
| Kayo Denda      | Super-G      |             |                    | 1:10,77 min        | 23                 |
| Kayo Denda      | Riesenslalom | 1:00,99 min | 1:01,68 min        | 2:02,67 min        | 23                 |
| Kayo Denda      | Slalom       | DNF         | nicht qualifiziert | nicht qualifiziert | nicht qualifiziert |
| Kayo Denda      | Kombination  | 1:09,29 min | 38,95 s            | 1:48,24 min        | 18                 |

### Skilanglauf
| Athleten           | Wettbewerb      | Qualifikation | Qualifikation | Viertelfinale      | Viertelfinale      | Halbfinale         | Halbfinale         | Finale             | Finale             |
| Athleten           | Wettbewerb      | Zeit          | Rang          | Zeit               | Rang               | Zeit               | Rang               | Zeit               | Rang               |
| ------------------ | --------------- | ------------- | ------------- | ------------------ | ------------------ | ------------------ | ------------------ | ------------------ | ------------------ |
| Jungen             |                 |               |               |                    |                    |                    |                    |                    |                    |
| Kentarō Ishikawa   | 10 km klassisch |               |               |                    |                    |                    |                    | 31:15,8 min        | Silber             |
| Kentarō Ishikawa   | Sprint          | 1:45,61 min   | 7             | 1:48,8 min         | 1                  | 1:46,2 min         | 2                  | 1:49,9 min         | 6                  |
| Takuto Terabayashi | 10 km klassisch |               |               |                    |                    |                    |                    | 31:30,9 min        | 17                 |
| Takuto Terabayashi | Sprint          | 1:51,89 min   | 32            | nicht qualifiziert | nicht qualifiziert | nicht qualifiziert | nicht qualifiziert | nicht qualifiziert | nicht qualifiziert |
| Mädchen            |                 |               |               |                    |                    |                    |                    |                    |                    |
| Maki Ōdaira        | 5 km klassisch  |               |               |                    |                    |                    |                    | 16:34,8 min        | 19                 |
| Maki Ōdaira        | Sprint          | 2:13,94 min   | 34            | nicht qualifiziert | nicht qualifiziert | nicht qualifiziert | nicht qualifiziert | nicht qualifiziert | nicht qualifiziert |
| Kozue Takizawa     | 5 km klassisch  |               |               |                    |                    |                    |                    | 15:45,3 min        | 8                  |
| Kozue Takizawa     | Sprint          | 2:10,80 min   | 29            | 2:05,6 min         | 6                  | nicht qualifiziert | nicht qualifiziert | nicht qualifiziert | nicht qualifiziert |

### Skispringen
| Athleten       | Wettbewerb    | Erste Runde | Erste Runde | Finale | Finale | Gesamt | Gesamt |
| Athleten       | Wettbewerb    | Weite       | Punkte      | Weite  | Punkte | Punkte | Rang   |
| -------------- | ------------- | ----------- | ----------- | ------ | ------ | ------ | ------ |
| Jungen         |               |             |             |        |        |        |        |
| Yukiya Satō    | Normalschanze | 77,0 m      | 136,6       | 73,0 m | 123,5  | 260,1  | Bronze |
| Mädchen        |               |             |             |        |        |        |        |
| Sara Takanashi | Normalschanze | 76,5 m      | 134,4       | 76,5 m | 134,9  | 269,3  | Gold   |

| Athleten                               | Wettbewerb               | Erste Runde | Zweite Runde | Gesamt | Gesamt |
| Athleten                               | Wettbewerb               | Punkte      | Punkte       | Punkte | Rang   |
| -------------------------------------- | ------------------------ | ----------- | ------------ | ------ | ------ |
| Gemischt                               |                          |             |              |        |        |
| Sara Takanashi Gō Yamamoto Yukiya Satō | Mixed-Team Normalschanze | 235,3       | 340,7        | 576,0  | 5      |

### Snowboard

#### Halfpipe
| Jungen       |          |              |              |   |              |              |        |
| Taku Hiraoka | Halfpipe | 91,75 Punkte | 95,00 Punkte | 1 | 55,75 Punkte | 84,25 Punkte | Bronze |
| Mädchen      |          |              |              |   |              |              |        |
| Hikaru Ōe    | Halfpipe | 82,00 Punkte | 78,00 Punkte | 2 | 95,75 Punkte | 96,25 Punkte | Gold   |